# Nghi Hưng, Vô Tích
Nghi Hưng (giản thể: 宜兴; phồn thể: 宜興; bính âm: Yíxīng là một thành phố cấp huyện của thành phố Vô Tích, tỉnh Giang Tô, Trung Quốc. Thành phố chỉ cách sân bay quốc tế tại Thượng Hải khoảng 2 giờ lái xe. nghi Hưng nằm ở trung tâm của tam giác Hàng Châu, Nam Kinh, Thượng Hải, ba thành phố chính của khu vực Hoa Đông. Thành phố nổi tiếng với nghề gốm.

### Nhai đạo
- Nghi Thành (宜城街道)
- Dĩ Đình (屺亭街道)
- Tân Trang (新庄街道)
- Tân Nhai (新街街道)

### Trấn
| - Đinh Thục (丁蜀镇) - Trương Chử (张渚镇) - Hòa Kiều (和桥镇) - Quan Lâm (官林镇) - Chu Thết (周铁镇) | - Từ Xá (徐舍镇) - Cao Thăng (高塍镇) - Hồ Phụ (湖父镇) - Dương Hạng (杨巷镇) - Thái Hoa (太华镇) | - Tân Kiến (新建镇) - Phương Kiều (芳桥镇) - Tây Chử (西渚镇) - Vạn Thạch (万石镇) |